# Лазар Теофанов
Лазар (Ласкар) Теофанов е български просветен деец и революционер.

## Биография
Лазар Теофанов е роден в Мелник, тогава в Османската империя, днес в България. Става учител. В 1881 година успява да отвори наново затвореното поради въстанието в 1876 година българско училище в Петрич. Преподава обаче само 15 дни, след което е арестуван от властите по обвинение в притежание на бунтовна литература и е заточен в Адана. Екзархията гласува на семейството му три години издръжка. На 15 юни 1884 година Теофанов успява да избяга заедно със заточеника Иван Арабаджиев от Банско и хваращат параход за Солун от пристанището Мерсин. През 1893 година подарява на мелнишкото българско училище едно учебно помагало, оставяйки върху титулната му страница кратко посвещение.